# Haus Borg (Werl)
Das Haus Borg in Budberg ist ein zweigeschossiger Spätbarockbau mit doppelläufiger Freitreppe. Der Grund, auf dem es steht, ist eingetragen in die offizielle Liste der Bodendenkmäler auf dem Gebiet der Stadt Werl, das Gebäude ist unter der laufenden Nummer 41 in der Denkmalliste der Stadt Werl verzeichnet.

## Geschichte und Architektur
Haus Borg wurde erstmals 1333 urkundlich erwähnt, zur damaligen Zeit war die Anlage eine Wasserburg. Das Rittergut gehörte bis etwa zur Mitte des 15. Jahrhunderts der Familie von der Borg. Peter von der Borg verkaufte die Anlage 1440 an Wilhelm Keygen. Anscheinend war das Gut damals schon geteilt, da Wilhelm Keygen der Alte und seine Söhne ihren Teil des Hauses Borg 1468 an die Familie Freseken verkauften. Der andere Teil kam 1540 durch das Erbe der Margaretha von Schenking an Kaspar von Plettenberg. Da Johann von Plettenberg 1486 den Anteil der Familie von Freseken gekauft hatte, war der Besitz in einer Hand. Kaspar von Plettenberg und seine Ehefrau Barbara von Haab hatten nur ein Kind, eine Tochter; diese heiratete Joachim Alhard von Lürwald, der so Besitzer wurde. Die Lürwalds verkauften 1752 an die Erbsälzerfamilie von Lilien. Durch Heirat der Maria Theresa von Lilien kam es an Karl von Kleinsorgen. Karl von Kleinsorgen und seine Frau Maria Theresia von Lilien waren kinderlos, sie verkauften das Haus am 20. März 1931 an Heinrich Herbert, dessen Nachfahren das Gut mit etwa 90 ha Grund und etwa 10 ha Wald noch heute bewirtschaften.

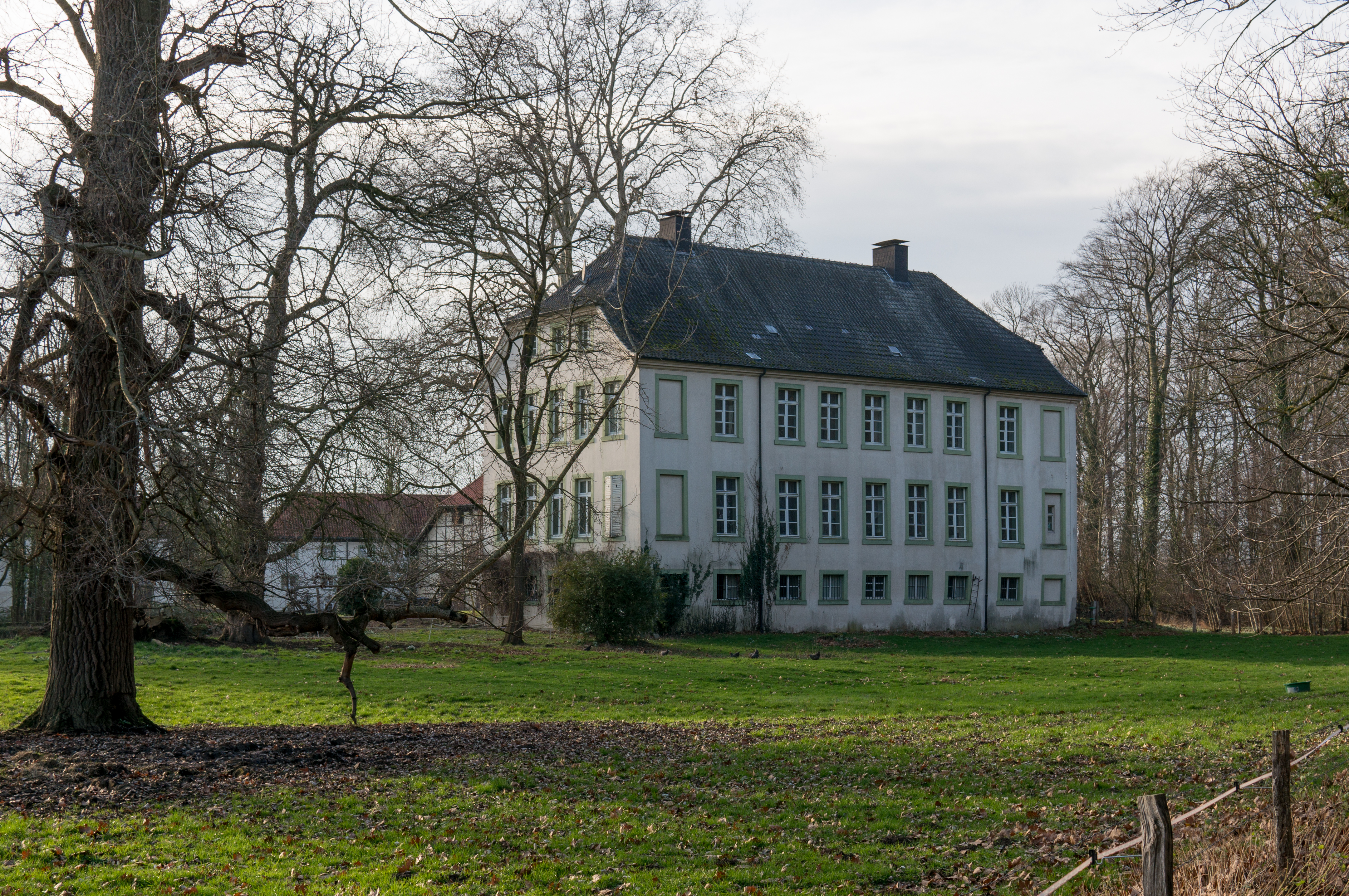
Rückansicht, Blick von Osten

Das Herrenhaus wurde wohl im 18. Jahrhundert über alten Grundmauern errichtet. Die Wände aus Grünsandstein sind teilweise über einen Meter dick, sie haben an der Traufe noch eine Stärke von 80 cm. Das Gebäude ist über eine Treppe mit einem schmiedeeisernen Gitter, die zu der Eingangstür aus Eichenholz führt, erschlossen. Von dort betritt man die Eingangshalle. Da sich das Kellergeschoss über der Erde befindet, ist das Erdgeschoss eigentlich das erste Obergeschoss; in ihm sind sieben, zum Teil sehr großzügige Räume angeordnet. Es hat eine Höhe von 4,50 m. Die Küche und die sonstigen Wirtschaftsräume sind im sogenannten Kellergeschoss untergebracht. Das Obergeschoss mit einer Höhe von 3,60 m und 10 Zimmern liegt unter dem ausgebauten Dachgeschoss mit vier Gesinderäumen. Darüber befindet sich der eigentliche Dachboden, der als Speicher genutzt wurde. Ein altes Wellrad, mit dem früher Baumaterial in die oberen Geschosse gezogen wurde, ist hier noch erhalten. In einer der beiden Dachgauben auf dem Schopfwalmdach ist eine barocke Hofglocke befestigt.

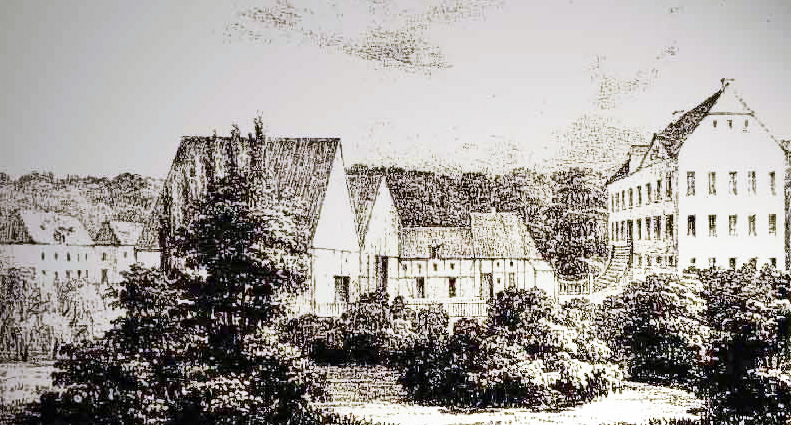
Haus Borg, alter Kupferstich

Das Gebäude wurde 1979 umfangreich renoviert. Der Glockenstuhl wurde wiederhergestellt, das Dach wurde mit Tonziegeln neu eingedeckt. Die Eichenbalken waren noch gut erhalten, die Dachsparren wurden erneuert. Der Putz wurde erneuert und gestrichen. Die alten Klappläden an den Fenstern der Süd- und Südostseite wurden entfernt. Seit 1975 wurden nach und nach 65 neue Fenster eingebaut.